# Vierschanzentournee 1988/89
Die 37. Vierschanzentournee 1988/89 war Teil des Skisprung-Weltcups 1988/89.
Das Springen in Oberstdorf fand am 30. Dezember 1988 statt, am 1. Januar 1989 das Springen in Garmisch-Partenkirchen und am 4. Januar 1989 das Springen in Innsbruck. Die Abschlussveranstaltung in Bischofshofen wurde am 6. Januar 1989 durchgeführt.
Der Finne Risto Laakkonen gewann die Tournee, ohne ein Einzelspringen gewonnen zu haben.

## Weltcup und Favoriten
Vor der Vierschanzentournee waren bereits sechs Einzelspringen im Weltcup absolviert worden. Die Saison hatte Anfang Dezember 1988 wie nun schon seit einigen Jahren im kanadischen Thunder Bay begonnen.
| 01. | Dieter Thoma    | BR Deutschland | 81 Punkte |
| 02. | Jan Boklöv      | Schweden       | 78 Punkte |
| 03. | Risto Laakkonen | Finnland       | 59 Punkte |
| 04. | Matti Nykänen   | Finnland       | 55 Punkte |
| 05. | Ernst Vettori   | Österreich     | 54 Punkte |

| 06. | Vegard Opaas    | Norwegen         | 44 Punkte |
| 07. | Ladislav Dluhoš | Tschechoslowakei | 41 Punkte |
| 07. | Josef Heumann   | BR Deutschland   | 38 Punkte |
| 09. | Pekka Suorsa    | Finnland         | 36 Punkte |
| 09. | Erik Johnsen    | Norwegen         | 28 Punkte |

Nach der triumphalen Olympiasaison 1987/88, bei der der Finne Matti Nykänen 3 olympische Goldmedaillen holte, die Vierschanzentournee und den Skisprung-Weltcup gewann sowie Dritter bei der Skiflug-Weltmeisterschaft geworden war, war dieser naturgemäß erneut der heißeste Anwärter auf den Tourneesieg. Allerdings war die Vorsaison schwerlich zu toppen und ein erneutes Motivieren zu Höchstleistungen musste kein Selbstläufer sein. Dennoch sprang der kleine Finne bei den ersten Weltcupspringen wieder vorne mit. Aber nun bestimmten auch andere Protagonisten die Schlagzeilen. Allen voran Dieter Thoma, der bei den sechs Springen in Übersee drei Podestplätze errang und vor dem Tourneestart die Weltcupführung innehatte. Dahinter lag der lang als Geheimtipp geltende Schwede Jan Boklöv. Sein Sprungstil wurde nun nicht mehr so schlecht bei den Haltungsnoten bewertet und prompt kamen die Spitzenplatzierungen. Auf Rang drei lag etwas überraschend Nykänens Mannschaftskollege Risto Laakkonen. Der 21-Jährige hatte zwar schon in der Saison 1985/86 sein Weltcupdebüt gegeben, bis dahin aber kaum nennenswerte Ergebnisse erreicht und war außerdem noch nie für die Vierschanzentournee nominiert worden. Nun aber musste angesichts seiner Erfolge im Weltcup mit dem Neuling durchaus gerechnet werden. Hinzu kamen mit den Olympiasiegern Puikkonen, Nikkola sowie Pekka Suorsa allesamt Springer, die jederzeit für einen Podestplatz gut waren. Von den Norwegern waren vor allem der unverwüstliche Vegard Opaas und Skiflugweltmeister Fidjestöl als Kandidaten für einen Tourneesieg zu nennen. Aber auch Erik Johnsen, der in Calgary etwas überraschend Silber von der Großschanze gewonnen hatte und Jon Inge Kjørum, Bronzemedaillengewinner mit der Mannschaft bei Olympia, waren nicht ganz außer Acht zu lassen. Bei dem starken tschechoslowakischen Team hatte sich neben den Routiniers Ploc und Parma zu Saisonbeginn vor allem Ladislav Dluhoš erfolgreich in Szene setzen können. Die bundesdeutsche Vertretung unter dem neuen Bundestrainer Rudi Tusch hatte neben ihrem neuen Aushängeschild Thoma in der Leistungsdichte immer mehr gewonnen und neben den Leistungsträgern Thomas Klauser und Andreas Bauer hatte sich mit Josef Heumann ein vierter Athlet in die Weltspitze geschoben. Die Nachbarn aus Österreich wussten indes vor der Tournee nicht so recht zu überzeugen. Außer dem zweimaligen Tourneesieger Ernst Vettori, der mit den Topspringern mithalten konnte, waren die Ergebnisse der Austria-Adler unter dem neuen Auswahltrainer Rupert Gürtler eher verhalten. Am besten schnitt nach Vettori noch Franz Neuländtner ab, der aber bei den letzten Tourneen eher enttäuscht hatte. Blieb noch die Mannschaft aus Jugoslawien. In Calgary war auch durch nicht unbekannten tschechoslowakischen Heimtrainer Zdeněk Remsa bei den Ulaga und Co der Knoten geplatzt. Silber im Mannschaftswettbewerb und Bronze für Matjaz Debelak von der Großschanze hatten den ewigen Geheimtipp nun zu Mitfavoriten werden lassen.
Eine große Unbekannte war hingegen das DDR-Team. Nach dem Debakel bei Olympia, wo für Jens Weißflog nur die Plätze 9 und 31 herausgesprungen waren und überhaupt nur zwei Springer die Olympianorm erfüllt hatten, gab es im Großen wie im Kleinen erhebliche personelle Veränderungen. Der Auswahltrainer Hans-Dieter Grellmann wurde vom Zella-Mehliser Reinhard Heß abgelöst, der nun zusammen mit dem ehemaligen Spitzenathlet Henry Glaß die DDR-Nationalmannschaft im Skisprung betreute. Nicht dazu gehörte nunmehr Altmeister Manfred Deckert. Das größere Beben im DDR-Sport ereignete sich jedoch auf einer Tagung des DTSB-Bundesvorstandes Anfang November 1988. Der allgewaltige DDR-Sportchef Manfred Ewald wurde von Klaus Eichler abgelöst. Bei nicht Wenigen war damit die Hoffnung verbunden, dass nun teilweise neue Wege im DDR-Sport beschritten würden.
Zu guter Letzt machte sich auch die FIS über die Entwicklung des Skispringens Gedanken. Speziell das Starterfeld bei der Tournee war in den letzten Jahren enorm angewachsen und führende Fernsehsender drängten auf eine Verringerung, um die überlangen Übertragungszeiten zu reduzieren. Hinzu kam ein zunehmender Showcharakter, an dem vor allem der britische Springer Michael Edwards, genannt Eddie the Eagle, großen Anteil hatte. Höhepunkt dieses Treibens waren die Olympischen Spiele in Calgary, als bei dem Hype um den sportlich arg limitierten Publikumsliebling die sportliche Glanzleistung Nykänens mit drei Goldmedaillen fast zur Nebensache geriet. Auch im Anschluss an die Olympischen Spiele hatte der Brite mit allerlei Medienpräsenz über eine halbe Million DM verdient und stand damit besser da als viele Spitzenspringer. Es gab daher schon damals Vorschläge für eine Quotenregelung nach dem Leistungsstand, wie sie mittlerweile praktiziert wird. Letzten Endes wurde dieses Ansinnen nochmals zurückgestellt, da die einschneidenden Änderungen wohl sowieso nur ein FIS-Kongress hätte beschließen können. Somit nahmen letztlich insgesamt 109 Athleten an der 37. Vierschanzentournee teil, auch Michael Edwards. Der Niederländer Gerrit Konijnenberg fehlte wie auch das japanische Team. Zudem hatte einige Verbände ihre Mannschaftskader verkleinert, unter anderem auch die DDR-Mannschaft, welche mit nur vier Springern antrat.

## Nominierte Athleten
| Nation                 | Athleten |
| ---------------------- | --- |
| BR Deutschland         | Dieter Thoma, Thomas Klauser, Andreas Bauer, Wolfgang Steiert, Lorenz Wegscheider, Jürgen Winterhalder, Rolf Schilli, Josef Heumann, Thomas Ihle, Robert Leonhardt, Norbert Hils, Eckhard Reichertz, Christof Duffner, Andreas Scherer, Christian Rimmel, Peter Gaffal, Reiko Glass, Heiko Gasche       |
| DDR                    | Peter Grundig, Jens Weißflog, Ulf Findeisen, Heiko Hunger |
| Österreich             | Andreas Felder, Franz Neuländtner, Ernst Vettori, Günther Stranner, Werner Schuster, Franz Wiegele, Werner Haim, Paul Erat, Oliver Strohmaier, Klaus Huber, Heinz Kuttin, Stefan Horngacher, Alexander Pointner, Bernhard Winkler, Harald Rodlauer, Alexander Steiner, Norbert Moertl, Andi Rauschmeier |
| Bulgarien              | Wladimir Brejtschew, Emil Sografski |
| Finnland               | Matti Nykänen, Jari Puikkonen, Vesa Hakala, Risto Laakkonen, Ari-Pekka Nikkola, Pekka Suorsa |
| Frankreich             | Didier Mollard, Jacky Arpin, Florian Trèves, Nicolas Jean-Prost |
| Vereinigtes Königreich | Michael Edwards |
| Italien                | Virginio Lunardi, Antonio Lacedelli, Roberto Cecon, Carlo Pinzani |
| Jugoslawien            | Miran Tepeš, Primož Ulaga, Matjaž Debelak, Matjaž Zupan, Rajko Lotrič, Janez Stirn, Janez Debelak, Primož Kopač |
| Kanada                 | Todd Gillman, Colin Capel, Ron Richards |
| Norwegen               | Clas Brede Bråthen, Hroar Stjernen, Ole Christian Eidhammer, Ole Gunnar Fidjestøl, Vegard Opaas, Erik Johnsen, Jon Inge Kjørum, Magne Johansen |
| Polen                  | Jan Kowal, Zbigniew Klimowski, Jarosław Mądry, Bogdan Papierz |
| Schweden               | Jan Boklöv, Magnus Åström, Per-Inge Tällberg, Staffan Tällberg, Mikael Martinsson, Åke Norman |
| Schweiz                | Christian Hauswirth, Thomas Kindlimann, Pascal Reymond, Christoph Lehmann, Ernst Boesch, Gérard Balanche, Yvan Vouillamoz, Fabrice Piazzini |
| Spanien                | Bernat Solà |
| Sowjetunion            | Andrei Werweikin, Oleg Krasilnikow, Pawel Kustow |
| Tschechoslowakei       | Jiří Parma, Pavel Ploc, Ladislav Dluhoš, Martin Švagerko, František Jež, Jiří Malec |
| Ungarn                 | Gábor Gellér |
| Vereinigte Staaten     | Mike Holland, Mark Konopacke, Kurt Stein, Ted Langlois |

## Oberstdorf
- Datum: 30. Dezember 1988[1]
- Land:  BR Deutschland
- Schanze: Schattenbergschanze

Volksfeststimmung herrschte an der Schattenbergschanze unter den geschätzt 30.000 Zuschauern angesichts der Ausgangslage mit dem Weltcupführenden Dieter Thoma. Erstmals seit Max Bolkart hatte ein DSV-Springer realistische Chancen, wieder einmal die Tournee zu gewinnen, was natürlich die Erwartungshaltung steigerte. Allerdings hatte es im Training die erste Schrecksekunde gegeben. Der Finne Suorsa war schwer gestürzt und konnte zum Wettkampf nicht antreten. Beim Wettkampf selbst wurden die Erwartungen der Zuschauer nicht enttäuscht. Bereits im ersten Durchgang zeigte Thoma mit 115 m, das er erster Anwärter auf den Tagessieg sein würde. Dahinter platzierte sich der Finne Laakkonen vor Ernst Vettori. Matti Nykänen belegte zunächst Rang neun. Doch nach einer Anlaufverkürzung wurde das Klassement nochmals durcheinandergewirbelt. Da einzig und allein Nykänen eine Verbesserung im Vergleich zum ersten Durchgang gelang, schob sich der Finne noch auf den dritten Platz. Dieter Thoma war an diesem Tag allerdings nicht zu schlagen, denn auch im zweiten Durchgang sprang er mit 110 m einen halben Meter weiter als Nykänen. Zwischen den beiden reihte sich Nykänens Landsmann Risto Laakkonen ein, der vor allem von seinem guten ersten Sprung zehrte. Ernst Vettori zeigte einmal mehr Nerven, sprang 10 m kürzer als in Durchgang eins und fand sich auf Platz sechs wieder. Zufrieden mit seinem internationalen Saisonauftakt war Jens Weißflog, der einen guten 4. Platz belegte und damit zeigte, dass er nach dem Desaster von Calgary nicht abzuschreiben war. Im Freudentaumel um Thomas Tagessieg ging der 5. Platz des überraschend starken Italieners Cecon etwas unter. Die DSV-Auswahl stellte mit den Plätzen sieben (Heumann), Elf (Klauser) und Zwölf (Bauer) an diesem Tag die stärkste Mannschaft.
| Pos. | Springer        | Land           | Punkte |
| ---- | --------------- | -------------- | ------ |
| 1    | Dieter Thoma    | BR Deutschland | 219,5  |
| 2    | Risto Laakkonen | Finnland       | 212,5  |
| 3    | Matti Nykänen   | Finnland       | 209,0  |
| 4    | Jens Weißflog   | DDR            | 206,5  |
| 5    | Roberto Cecon   | Italien        | 204,5  |
| 6    | Ernst Vettori   | Österreich     | 203,5  |
| 7    | Josef Heumann   | BR Deutschland | 201,5  |
| 8    | Jan Boklöv      | Schweden       | 201,0  |
| 9    | Jon Inge Kjørum | Norwegen       | 200,0  |
| 9    | Jari Puikkonen  | Finnland       | 200,0  |

## Garmisch-Partenkirchen
- Datum: 1. Januar 1989[2]
- Land:  BR Deutschland
- Schanze: Große Olympiaschanze

Nach dem Auftaktsieg von Dieter Thoma war die Erwartungshaltung an den Schwarzwälder nicht eben gering. Und noch während seines ersten Sprunges sah es so aus, als das es wieder einen deutschen Tagessieg geben könnte. Doch Thoma sprang so hoch ab und wurde zusätzlich noch vom Wind erfasst, dass er Angst bekam, den Sprung „aufmachte“ und dadurch schon bei 104,5 m landete. Er kommentierte es später so: Das war eigentlich ein Supersprung von im ersten Anlauf. Doch dann bekam ich plötzlich Seitenwind, und es ging aufwärts wie im Fahrstuhl. Als ich merkte, daß dieser Satz auf 113 Meter hinunter gehen würde, bekam ich plötzlich Angst wie noch nie in meinem Leben. Meine Gesundheit ist mir immer noch wichtiger , deshalb öffnete ich und brach den Flug ab. Dies bedeutete nach dem ersten Durchgang nur den 12. Platz. So blieb es Matti Nykänen vorbehalten, mit einem Sprung von 109 m, was gleichzeitig Egalisierung des Schanzenrekords bedeutete, in Führung zu gehen. Dahinter platzierte sich wieder einmal der Österreicher Vettori. Da Nykänen 2 m über dem kritischen Punkt der Schanze lag, wurde der Anlauf im zweiten Durchgang von der Jury verkürzt, was nun vor allem den Spitzenleuten in die Karten spielte. Dies zeigte sich auch darin, dass es in Durchgang zwei nur noch vier Sprünge an oder über die Hundert-Meter-Marke gab. Und vor allem Dieter Thoma zeigte seine starke Form, setzte mit 102,5 den weitesten Sprung im zweiten Durchgang und schob sich noch auf Rang vier vor. Ernst Vettori hingegen rutschte wieder wie so oft nach hinten, nach nur 86 m fand er sich auf dem 15. Platz am Ende wieder. An der Spitze duellierten sich nun die zwei altbekannten Größen; Jens Weißflog und Matti Nykänen. Und der Sachse warf mit einem Hundert-Meter-Satz den Fehdehandschuh. Nykänen konterte allerdings mit 102 m und lag so am Ende 2,5 Punkte vor Weißflog und sicherte sich damit den Tagessieg. Dritter wurde der erneut starke Laakoonen. Aus dem DSV-Team wusste erneut Josef Heumann mit einem starken 6. Platz zu überzeugen. Aber das Neujahrsspringen hatte nicht nur Gewinner. Andreas Felder (24.), der Olympiadritte Jiří Malec (27.) oder aber auch Andreas Bauer (51.) gehörten zu den Geschlagenen. Ganz bitter lief es für den Weltmeister Jiri Parma und Olympiasieger Ari-Pekka Nikkola, beide erreichten nicht einmal den zweiten Durchgang und verloren damit alle Chancen auf eine gute Platzierung in der Gesamtwertung. In dieser lag immer noch Dieter Thoma mit vier Punkten Vorsprung vor den punktgleichen Finnen Nykänen und Laakkonen vorn, dahinter mit weiteren fünf Punkten Rückstand Jens Weißflog. Erstmals seit 1960 schickte sich ein DSV-Springer ernsthaft an die Tournee zu gewinnen.
| Zwischenstand nach 2 Springen | Zwischenstand nach 2 Springen | Zwischenstand nach 2 Springen |
| Pos.                          | Springer                      | Punkte                        |
| ----------------------------- | ----------------------------- | ----------------------------- |
| 01.                           | Thoma                         | 433,5                         |
| 02.                           | Nykänen                       | 429,5                         |
| 02.                           | Laakkonen                     | 429,5                         |
| 04.                           | Weißflog                      | 424,5                         |
| 05.                           | Kjörum                        | 411,0                         |
| 06.                           | Heumann                       | 409,5                         |

| Pos. | Springer         | Land               | Punkte |
| ---- | ---------------- | ------------------ | ------ |
| 1    | Matti Nykänen    | Finnland           | 220,5  |
| 2    | Jens Weißflog    | DDR                | 218,0  |
| 3    | Risto Laakkonen  | Finnland           | 217,0  |
| 4    | Dieter Thoma     | BR Deutschland     | 214,0  |
| 5    | Jon Inge Kjørum  | Norwegen           | 211,0  |
| 6    | Josef Heumann    | BR Deutschland     | 208,0  |
| 7    | Thomas Klauser   | BR Deutschland     | 207,0  |
| 8    | Günther Stranner | Österreich         | 205,5  |
| 8    | Mike Holland     | Vereinigte Staaten | 205,5  |
| 10   | Matjaž Zupan     | Jugoslawien        | 204,5  |

## Innsbruck
- Datum: 4. Januar 1989[4]
- Land:  Österreich
- Schanze: Bergiselschanze

Das oftmals als Scharfrichter bekannte Springen am Bergisel machte seiner Bedeutung wieder einmal alle Ehre. Dabei gab es den ersten Schreck bereits im Training. Das britische Unikum Michael Edwards landete nach 50 m mit gegabelten Skiern und blieb mit dem linken Ski im Schnee stecken. Er brach sich dabei das linke Schlüsselbein. Auch der Franzose Didier Mollard stürzte im Training und brach sich den Knöchel. Andererseits machte vor allem der Finne Nikkola von sich reden, er sprang zweimal jeweils 110 m weit. Der Gesamtführende Dieter Thoma hatte sichtlich Probleme mit der Schanze, seine drei Trainingssprünge endeten jeweils weit vor der Hundert-Meter-Marke. Dies Probleme zeigten sich dann auch am Wettkampftag. Vor ca. 20.000 Zuschauern sprang der Hinterzartener im ersten Durchgang, dessen Anlauf verkürzt worden war, nur 88,5 m weit. Dabei war Thoma Opfer seines guten Probesprungs geworden, denn da landete er bei 107 m. Da Boklöv bei sogar 109 m landete, sah sich die Jury genötigt, den Anlauf zu verkürzen. Somit lag Thoma nach Durchgang eins auf dem 31. Platz. Besser machten es Springer wie Nikkola, Boklöv oder der Norweger Kjörum, die die ersten drei Plätze zur Halbzeit belegten. Auch Jens Weißflog lag mit Rang fünf vor allem mit Blick auf die Gesamtwertung noch sehr aussichtsreich im Rennen. Nach einer Anlaufverlängerung kamen die Springer im zweiten Durchgang auch wieder vermehrt über die Hundert-Meter-Marke. Erneut setzte Boklöv mit 109 m die größte Weite. Da der zweitplatzierte Nikkola 3,5 m kürzer sprang, reichte es diesmal trotz schlechterer Haltungsnoten für den Schweden zum Tagessieg. Jens Weißflog konnte sich noch auf den dritten Platz verbessern. Auch andere Springer wie Nykänen oder Thoma konnten im zweiten Durchgang noch einiges an Boden gut machen. Den stärksten Eindruck hinterließen letztlich die Finnen, die allein vier Springer unter den besten Acht platzierten. In der Gesamtwertung rutschte Dieter Thoma durch seinen Einbruch auf den vierten Platz mit 14,5 Punkten Rückstand auf den nunmehr Gesamtführenden Jens Weißflog. Nach eigener Aussage dachte Thoma nach dem Innsbrucker Ergebnis nicht mehr an den Gesamtsieg. Allerdings war der Ausgang der Tournee völlig offen, da die Finnen Nykänen und Laakkonen nur 1,5 bzw. 4,5 Punkte hinter Weißflog lagen. Anders als sonst würde diesmal erst das Springen in Bischofshofen zeigen, wer Tourneegesamtsieger werden würde.
| Zwischenstand nach 3 Springen | Zwischenstand nach 3 Springen | Zwischenstand nach 3 Springen |
| Pos.                          | Springer                      | Punkte                        |
| ----------------------------- | ----------------------------- | ----------------------------- |
| 01.                           | Weißflog                      | 637,5                         |
| 02.                           | Nykänen                       | 636,0                         |
| 03.                           | Laakkonen                     | 633,0                         |
| 04.                           | Thoma                         | 623,0                         |
| 05.                           | Boklöv                        | 618,0                         |
| 06.                           | Kjörum                        | 616,5                         |

| Pos. | Springer          | Land        | Punkte |
| ---- | ----------------- | ----------- | ------ |
| 1    | Jan Boklöv        | Schweden    | 215,0  |
| 2    | Ari-Pekka Nikkola | Finnland    | 214,5  |
| 3    | Jens Weißflog     | DDR         | 213,0  |
| 4    | Ernst Vettori     | Österreich  | 209,0  |
| 5    | Matti Nykänen     | Finnland    | 206,5  |
| 6    | Jon Inge Kjørum   | Norwegen    | 205,4  |
| 7    | Risto Laakkonen   | Finnland    | 203,5  |
| 8    | Jari Puikkonen    | Finnland    | 203,5  |
| 9    | Werner Haim       | Österreich  | 203,0  |
| 10   | Miran Tepeš       | Jugoslawien | 194,0  |

## Bischofshofen
- Datum: 6. Januar 1989[8]
- Land:  Österreich
- Schanze: Paul-Außerleitner-Schanze

Im Training zum letzten Springen setzte zunächst Matti Nykänen die Akzente. Mit einem Sprung von 114 m blieb er nur einem Meter unter Schanzenrekord und sendete somit Jens Weißflog, der nur auf 100 m kam, eine deutliche Kampfansage. Der Wettkampftag selbst, der von leichtem Schneefall geprägt war, wurde aber nicht zum Tag der beiden großen Athleten des Skispringens der 1980er Jahre. Schon im ersten Durchgang zeigte der US-Amerikaner Mike Holland mit einem Sprung über 111 m, das mit ihm in der Tageswertung zu rechnen war. Und mit Nikkola, Boklöv und Kjörum befanden sich auch bekannte Gesichter nach dem ersten Durchgang auf den vorderen Plätzen. Doch Spitzenspringer wie Weißflog (16.), Thoma (21.) oder Nykänen (35.) fanden sich durch die langsame Anlaufspur auf ungewohnten Plätzen wieder. Im zweiten Durchgang sicherte sich Mike Holland durch einen Sprung über 107 m den Tagessieg, wenngleich Nikkola dem US-Amerikaner mit einem 112,5 m Satz noch arg zusetzte. Am Ende trennte beide Springer 1,5 Punkte. Jan Boklöv bestätigte seine starke Form mit einem Sprung über 111,5 m, welcher den dritten Platz bedeutet. Die größte Leistung vollbrachte indes Dieter Thoma, der sich vom 21. noch auf den 5. Platz vorschob. Risto Laakkonen wurde Zehnter, dennoch machte der Finne auf die vor ihm liegenden Nykänen und Weißflog Boden gut, da beide mit Platz 18 und 19 weit unter ihren Erwartungen blieben. Am Ende des Tages schrieb sich eine neue Nation in die Siegerlisten ein. Mike Holland holte den ersten Tagessieg für einen Springer aus den Vereinigten Staaten.
| Pos. | Springer             | Land               | Punkte |
| ---- | -------------------- | ------------------ | ------ |
| 1    | Mike Holland         | Vereinigte Staaten | 218,5  |
| 2    | Ari-Pekka Nikkola    | Finnland           | 217,5  |
| 3    | Jan Boklöv           | Schweden           | 215,0  |
| 4    | Jon Inge Kjørum      | Norwegen           | 214,5  |
| 5    | Dieter Thoma         | BR Deutschland     | 214,0  |
| 6    | Ole Gunnar Fidjestøl | Norwegen           | 213,5  |
| 7    | Werner Haim          | Österreich         | 212,0  |
| 8    | Ernst Vettori        | Österreich         | 210,0  |
| 8    | Martin Švagerko      | Tschechoslowakei   | 210,0  |
| 10   | Risto Laakkonen      | Finnland           | 208,0  |

## Gesamtwertung
Nach der One-Man-Show des Matti Nykänen im Vorjahr ging eine spannende Tournee zu Ende. Zwischen Platz eins und sechs lagen nur zehn Punkte Unterschied und die Gesamtwertung wurde erst am letzten Sprungtag entschieden. Sieger wurde ohne einen Tagessieg Risto Laakkonen aus Finnland, dem in Bischofshofen ein 10. Platz reichte. Vier verschiedene Tagessieger zeigten zudem, wie unterschiedlich die einzelnen Wettbewerbe ausfielen. Mit Schweden und den Vereinigten Staaten schrieben sich außerdem zwei neue Nationen in die Tagessiegerlisten ein. Die Tournee brachte einige Erkenntnisse. Jan Boklövs Sprungstil wurde nicht mehr so hart in den Haltungsnoten bestraft und prompt gewann er, wie schon zuvor im Weltcup zweimal, ein Springen, hinzu kam noch ein weiterer Podestplatz. Am Ende der Saison gewann der Schwede den Gesamtweltcup, es sollte seine beste Saison werden. Das sein Stil einige Jahre später die Norm werden sollte, ahnte damals aber noch niemand. Die Altmeister Nykänen und Weißflog konnten es nach wie vor. Wie im Vorjahr belegte der Sachse den zweiten Platz, nur war dieses gute Resultat damals angesichts Nykänens überragendem Tourneesieg etwas untergegangen. Der Finne lag gleichauf mit Weißflog und zeigte damit, das ihm die Motivation nach seiner herausragenden Vorsaison nicht abhandengekommen war. Hinzu kam nun der erst 19-jährige Dieter Thoma, der sich in der Saison 1988/89 nun endgültig etabliert hatte. Der DSV hatte seit Max Bolkart wieder einen Spitzenspringer und ernsthaften Anwärter auf den Tourneesieg. Bei dieser Tournee hatten dem Schwarzwälder auch angesichts des Hypes um ihn noch etwas die Nerven versagt. Für den Rummel um seine Person sorgte der Rotschopf allerdings auch ein Stück weit selbst, denn mit seinen teilweise unangepassten, telegenen Aussagen war er schnell ein begehrter Partner der Medien geworden, während Weißflog und Nykänen eher der introvertierten Fraktion vor der Kamera angehörten. Die Finnen zeigten, dass der Olympiasieg im Mannschaftswettbewerb kein Zufall war, Laakkonen gehörte damals noch nicht mal zur Mannschaft, mit Nikkola, Puikkonen und auch Suorsa hatten sie die höchste Zahl an Top-Ten-Springern aufzuweisen. Beim DSV-Team war es nach Dieter Thoma ausgerechnet Youngster Josef Heumann, der die besten Ergebnisse brachte. Damit hatten die bundesdeutschen Adler nun ein Quartett mit Springern, die immer für Platzierungen in den Weltcuprängen gut waren, ein Zustand, den man bis dahin noch gar nicht kannte. Zu den Verlieren gehörten große Skisprungnationen wie Österreich und Norwegen, aber auch die Tschechoslowakei und Jugoslawien. Während die Norweger mit den bei der Tournee bisher kaum aufgefallenen Kjörum und Fidjestöl, beide Mitglieder der Bronzemannschaft von Calgary, noch zwei Springer in den Top Ten hatten, belegte mit Ernst Vettori nur ein Springer aus Österreich eine Platzierung unter den besten Zehn. Andere Spitzenspringer wie Andreas Felder oder Franz Neuländtner enttäuschten hingegen. Enttäuschender fiel noch die Bilanz der Tschechoslowaken und Jugoslawen aus. Beide Nationen hatten im Vorjahr noch Olympiamedaillen geholt, nun war kein Springer in den Top Ten gelandet. Zu den positiven Überraschungen gehörte hingegen der 7. Platz in der Gesamtwertung von Mike Holland und auch der 15. Platz des Italieners Cecon war für seine Möglichkeiten eine sehr gute Platzierung.
| Rang | Name                 | Nation             | Gesamt- wertung | Oberst- dorf | Garmisch- Partenk. | Inns- bruck | Bischofs- hofen |
| ---- | -------------------- | ------------------ | --------------- | ------------ | ------------------ | ----------- | --------------- |
| 1    | Risto Laakkonen      | Finnland           | 841,0           | 212,5 / 02.  | 217,0 / 03.        | 203,5 / 07. | 208,0 / 10.     |
| 2    | Jens Weißflog        | DDR                | 838,5           | 206,5 / 04.  | 218,0 / 02.        | 213,0 / 03. | 201,0 / 19.     |
| 2    | Matti Nykänen        | Finnland           | 838,5           | 209,0 / 03.  | 220,5 / 01.        | 206,5 / 05. | 202,5 / 18.     |
| 4    | Dieter Thoma         | BR Deutschland     | 837,0           | 219,0 / 01.  | 214,0 / 04.        | 189,5 / 14. | 214,0 / 05.     |
| 5    | Jan Boklöv           | Schweden           | 833,0           | 201,0 / 8.   | 202,0 / 12.        | 215,0 / 01. | 215,0 / 03.     |
| 6    | Jon Inge Kjørum      | Norwegen           | 831,0           | 200,0 / 09.  | 211,0 / 05.        | 205,5 / 06. | 214,5 / 04.     |
| 7    | Ernst Vettori        | Österreich         | 821,0           | 203,5 / 06.  | 198,5 / 15.        | 209,0 / 04. | 210,0 / 08.     |
| 8    | Mike Holland         | Vereinigte Staaten | 802,5           | 186,5 / 29.  | 205,5 / 08.        | 192,0 / 12. | 218,5 / 01.     |
| 9    | Thomas Klauser       | BR Deutschland     | 792,0           | 198,5 / 12.  | 207,0 / 07.        | 187,0 / 18. | 199,5 / 21.     |
| 10   | Ole Gunnar Fidjestøl | Norwegen           | 790,5           | 182,5 / 33.  | 202,5 / 11.        | 192,0 / 12. | 213,5 / 06.     |